# 京济高速动车组列车
京济高速动车组列车是中国铁路运行于首都北京市至山东省济南市间的高速动车组列车，自2011年7月1日起开行，现每日开行3对列车，其中G1050次列车客运乘务由北京局集团北京客运段担当客运乘务，G1053次列车由济南局集团青岛客运段担当，其余列车均由济南局集团济南客运段担当。

## 历史
2011年7月1日，配合京沪高速铁路开通，新增北京南站至济南西站的高速动车组列车3对。
2021年6月25日，配合京沪高铁运行图全面重排，重新安排往返北京南站至济南西站、济南站的高速动车组列车G1045/1048次、G1049/1050次、G1053次、G1047次计3对。

## 使用列车
G1047次列车使用配属于济南局集团青岛北动车运用所的CRH380BL；G1049次、G1053次列车使用配属于济南局集团济南东动车运用所的CR400AF-A；G1050次、G1081/1082次列车使用配属北京局集团北京南动车运用所的CR400AF-B。

## 其他行驶北京与济南间的车次
除以上车次外，来往北京与华东地区和东南沿海地区各地（如上海、杭州、宁波、金华、衢州、南昌、温州、福州、厦门、合肥、盐城、青岛、威海等）之间的高速列车亦运行于北京与济南之间。每天运行于北京与济南间的高速列车约为122.5对。
以下车次按使用最小号段从低到高排列。
- 京沪高速动车组列车：G2次、G3次、G5-20次、G22-26次、G101-107次、G109-114次、G116-119次、G121-124次、G125次、G127-150次、G152次、G153次、G154次、G156次、G157次、G159-162次（42.5对）
- 京苏高速动车组列车：G4次（0.5对）
- 京合高速动车组列车：G29次、G42/43次、G2552次、G2555次、G2563-2565次（4对）
- 京杭高速动车组列车：G31/32次、G34次、G115次、G158次、G172次、G179次、G189次、G192次、G193次（5对）
- 京温高速动车组列车：G33/38次、G183/184次（2对）
- 京甬高速动车组列车：G35/36次、G173次、G182次、G195次、G196次（3对）
- 京千高速动车组列车：G37次（0.5对）
- 京芜高速动车组列车：G41/44次（1对）
- 京福高速动车组列车：G45/46次、G171次、G186次、G302次、G303次（3对）
- G66次、G2585次列车（1对，北京-南京）
- 京秀高速动车组列车：G108/151次（1对）
- 京昌高速动车组列车：G169/170次（1对）
- G187/174次列车（1对，北京-台州）
- G176次列车（0.5对，北京-诸暨）
- G177/194次列车（1对，北京-嵊州新昌）
- G191/178次列车（1对，北京-江山）
- 京缑高速动车组列车：G180/185次（1对）
- 京苍高速动车组列车：G181/190次（1对）
- 京岚高速动车组列车：G197/198次（1对）
- 京青高速动车组列车：G203次、G206-210次、G213次、G1061次、G1063-1080次（13对）
- 京威高速动车组列车：G219/220次、G1085次、G1086次、G1089次、G1092次（3对）
- 京厦高速动车组列车：G301次、G304次、G321-326次（4对）
- 京菏高速动车组列车：G381-385次（2.5对）
- G386次列车（0.5对，北京-济宁）
- 京沂高速动车组列车：G395-398次（1对）
- G887/888次列车（1对，北京-张家港）
- G1045/1046次列车（1对，北京-聊城）
- 京泰高速动车组列车 (北京至泰安)：G1054次列车（0.5对）
- G1055/1056次列车（1对，北京-濮阳）
- G1062次列车（0.5对，北京-潍坊）
- 京烟高速动车组列车：G1083/1084次、G1087次、G1094次（2对）
- 京荣高速动车组列车：G1088次、G1090/1091次（2.5对）
- 京荣高速动车组列车：G1099/1100次、G2581/2582次（2对）
- G1565/1566次列车（1对，北京-淮北）
- 京商高速动车组列车：G1567/1568次（1对）
- G1595-1598次列车（1对，北京-扬州）
- G2551/2554次列车（1对，北京-六安）
- G2553/2566次列车（1对，北京-景德镇）
- 京黄高速动车组列车：G2556次、G2561/2562次（1.5对）
- G2557/2558次列车（1对，北京-永康）
- G2568次列车（0.5对，北京-安庆）
- G2571/2588次列车（1对，北京-无锡）
- 京东高速动车组列车：G2573/2590次（1对）
- G2575/2586次列车（1对，北京-南通）
- 京泰高速动车组列车 (北京至泰州)：G2577/2584次（1对）
- G2578次列车（0.5对，北京-宜兴）
- G2580/2587次列车（1对，北京-连云港）
- G2596/2593次列车（0.5对，北京-太湖县）